# Vilma Degischer
Wilhelmine Anna Maria (Vilma) Degischer (Wenen, 17 november 1911 - Baden bei Wien, 3 mei 1992) was een Oostenrijks actrice.
Degischer volgde aanvankelijk een opleiding tot ballerina en nam daarna acteerlessen aan de Universität für Musik und darstellende Kunst Wien. Haar toneeldebuut maakte ze in Berlijn als Hermia in Een midzomernachtsdroom. Al snel daarna sloot ze zich aan bij het toneelgezelschap van het Theater in der Jozefstadt, in Wenen. Ze zou - met een onderbreking van enkele jaren, die ze bij het Duitse Volkstheater in Wenen doorbracht - haar hele leven aan dit gezelschap verbonden blijven. Degischer speelde in meer dan vierhonderd toneelstukken, waaronder veel van de klassieke werken van Shakespeare, Arthur Schnitzler, Hugo von Hofmannsthal, Goethe, Ibsen en Tsjechov.
Degischer speelde in enkele films en dankt haar grote bekendheid aan haar optreden in de Sissi-trilogie, waarin ze de rol vervulde van aartshertogin Sophie van Oostenrijk, de schoonmoeder van keizerin Elisabeth.

## Filmografie
- 1948: Das andere Leben
- 1949: Liebe Freundin
- 1951: Das Tor zum Frieden
- 1954: Der Komödiant von Wien
- 1955: Sissi
- 1956: Sissi - Die junge Kaiserin
- 1957: Sissi - Schicksalsjahre einer Kaiserin
- 1957: ... und die Liebe lacht dazu
- 1958: Der veruntreute Himmel
- 1964: The Sound Of Music  (deutsche Stimme der Äbtissin)
- 1965: Onkel Toms Hütte
- 1978: Sechs Personen suchen einen Autor (TV)
- 1989: Trostgasse 7 (TV)

- Gemeinsame Normdatei: 119497646
- International Standard Name Identifier: 0000 0001 0980 6535
- Library of Congress Control Number: no98073275
- Nationale Bibliotheek van Israël: 987007332639305171
- Système universitaire de documentation: 144269465
- Virtual International Authority File: 64818783
- WorldCat: E39PBJxGYPbt3vb898VWhKP84q